# Славутський історичний музей
Славутський історичний музей — історичний музей у райцентрі Хмельницької області місті Славуті, значне зібрання матеріалів, предметів і матеріалів з історичного розвитку та культури, а також персоналій міста і району.

## Загальні дані та приміщення музею
Славутський історичний музей міститься у спеціально зведеній будівлі в центрі міста, і розташований за адресою: 
вул. Ярослава Мудрого (Газети «Правда»), буд. 48, м. Славута (Хмельницька область, Україна).
Музей відкрито 8 травня 1985 року (у переддень 40-вої річниці Дня Перемоги). 
Заклад працює у побудованому за індивідуальним проектом (автор — хмельницький архітектор Н.В. Чекерда) двоповерховому приміщенні, площа експозиції якого становить 424 м². Оформлення експозиції здійснювали архітектор, Член-кореспондент Української Академії Архітектури А. Ф. Ігнащенко та член Спілки художників України О. С. Кириченко. 
Приміщення музею прикрашають твори монументального мистецтва: вітраж «Орден Перемоги», мозаїчне полотно «Робітник», гобелен «Козак Мамай».

## З історії музею
У повоєнні роки перший музей у місті Славута був відкритий у 1967 році на вулиці Козацькій, 27, і мав статус народного. Основна експозиція музею відображала радянський партизанський рух на Славутчині в роки німецько-радянської війни. 
1977 року в новозбудованому приміщенні міського лекторію на вулиці Миру, 104 відкрито Музей партизанської слави. 
У 1985 році побудовано сучасне приміщення музею по вулиці імені газети «Правда» (тепер Ярослава Мудрого), буд. 48, де і відкрито Музей історії партійної і комсомольської організації Славутчини. 
У 1996 році музей перейменовано, відтак заклад дістав свою сучасну назву — Славутський історичний музей. 
У 2007 році музей відвідало 3 200 осіб, в тому числі 2 530 учнів. Для відвідувачів музею проведено 100 екскурсій, в тому числі 10 екскурсій по місту.

## Експозиція та діяльність
Експозиція Славутського історичного музею містить 2 486 експонатів і складається з розділів: 
- Інтер'єр помешкання селянина 50-х років ХХ століття;
- З історії роду князів Сангушків;
- Події на Славутчині у 20—30-х роках ХХ століття;
- Підпільний рух та партизанська боротьба в краї у 1941—44 роках;
- Фашистський концтабір «Грослазарет Славута. Табір 301»;
- Орден Перемога;
- «Твої люди, Славутчино»;
- «Афганістан болить в душі моїй»;
- Хмельницька АЕС;
- Продукція підприємств міста.

На основі документів та спогадів учасників тих подій працівниками музею було оформлено стенд «Було це на Славутчині у 30-х роках ХХ століття», який містить три розділи: голодомор, депортація, репресії. Експозиція ґрунтується виключно на архівних матеріалах. 
Працівники музею підготували до друку і видали книгу «Йшли в славутські ліси партизани»(автори: С.Ф. Ковальчук, Т.А. Жоган, К.: «Київська правда» 2006 р., 304 стор).
Колектив музейного закладу проводить велику пошукову роботу по встановленню імен в'язнів фашистського концтабору для радянських військовополонених, що знаходився у місті Славута у 1941—44 роки. 
Працівниками музею влаштовуються виставки картин, книг, колекцій монет тощо, співробітники закладу виступають й публікують розповіді про історію краю та видатних земляків у місті, в місцевій періодичній пресі тощо.

## Цікаві факти
Нещодавно (кінець 2000-х років) працівникам музею вдалося документально встановити невідомий досі факт із біографії поетеси Лесі Українки про те, що в липні-серпні 1904 року вона перебувала на лікуванні у кумисолікувальному закладі, відкритому князем Р.В. Сангушком. 

## Галерея

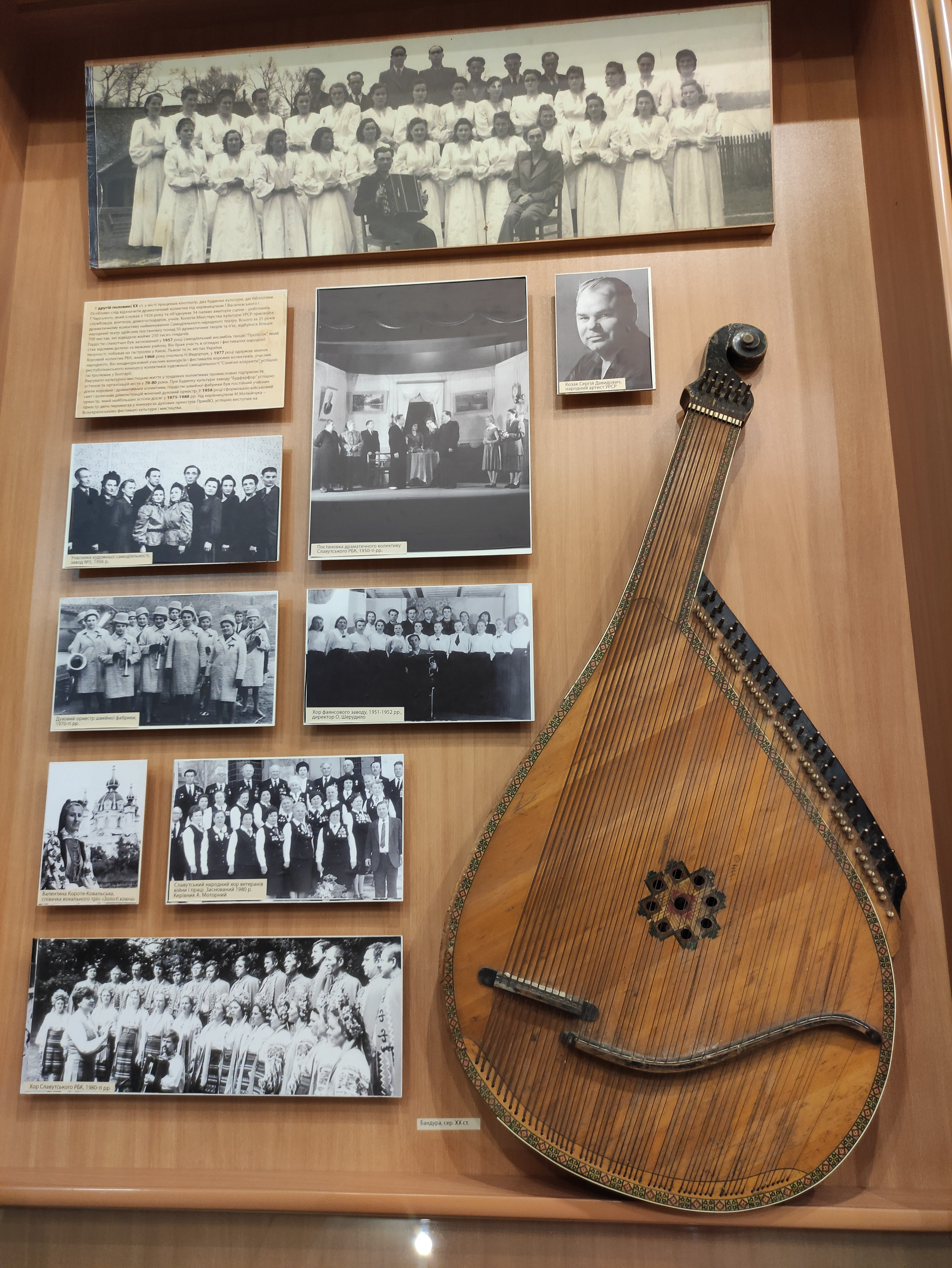
Експонат музею. Старі фотографії та бандура середини ХХ ст.
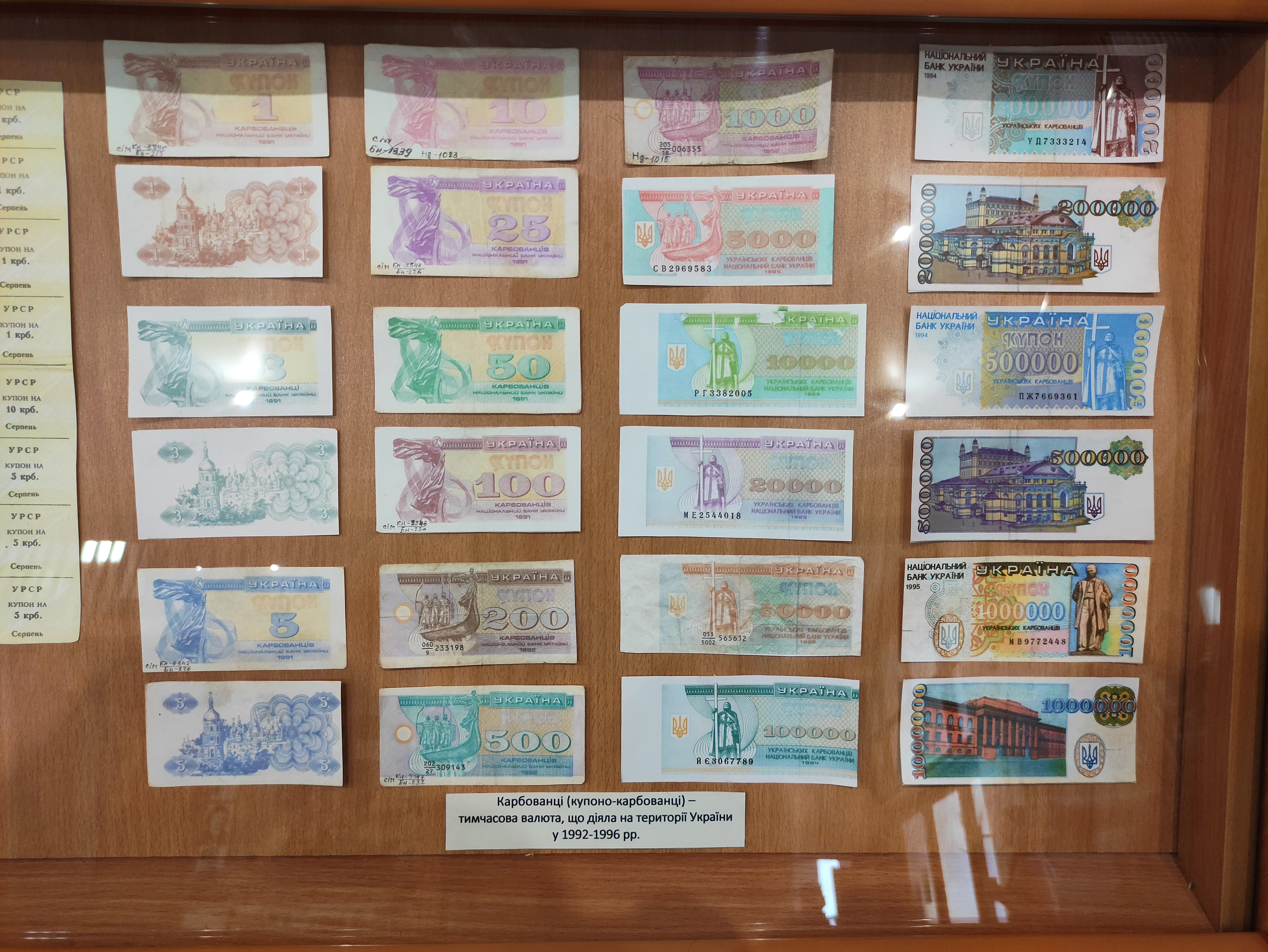
Експонат музею. Карбованці 1992-1996 рр.
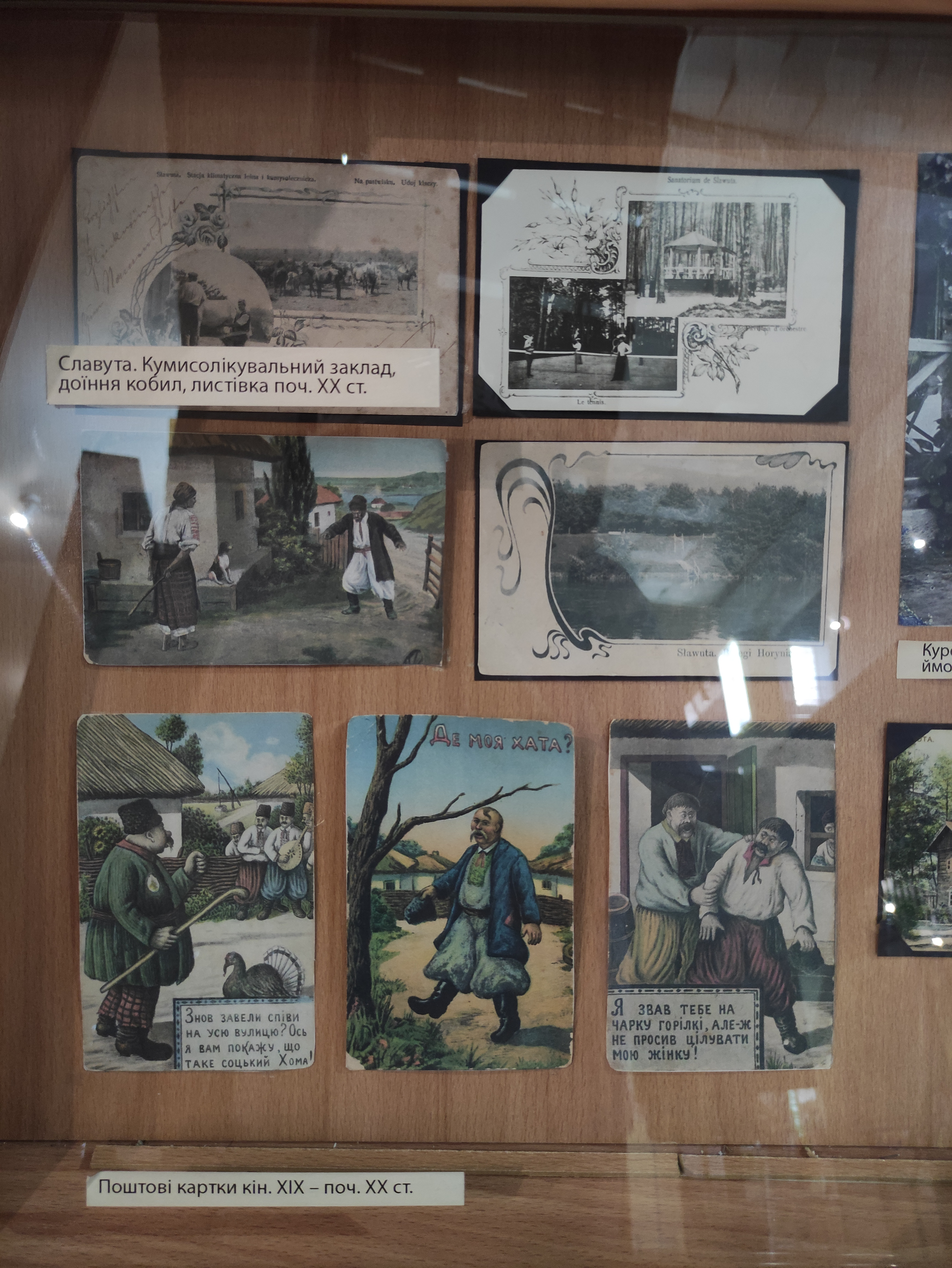
Експонат музею. Поштові картки кін. ХІХ - поч. ХХ ст.
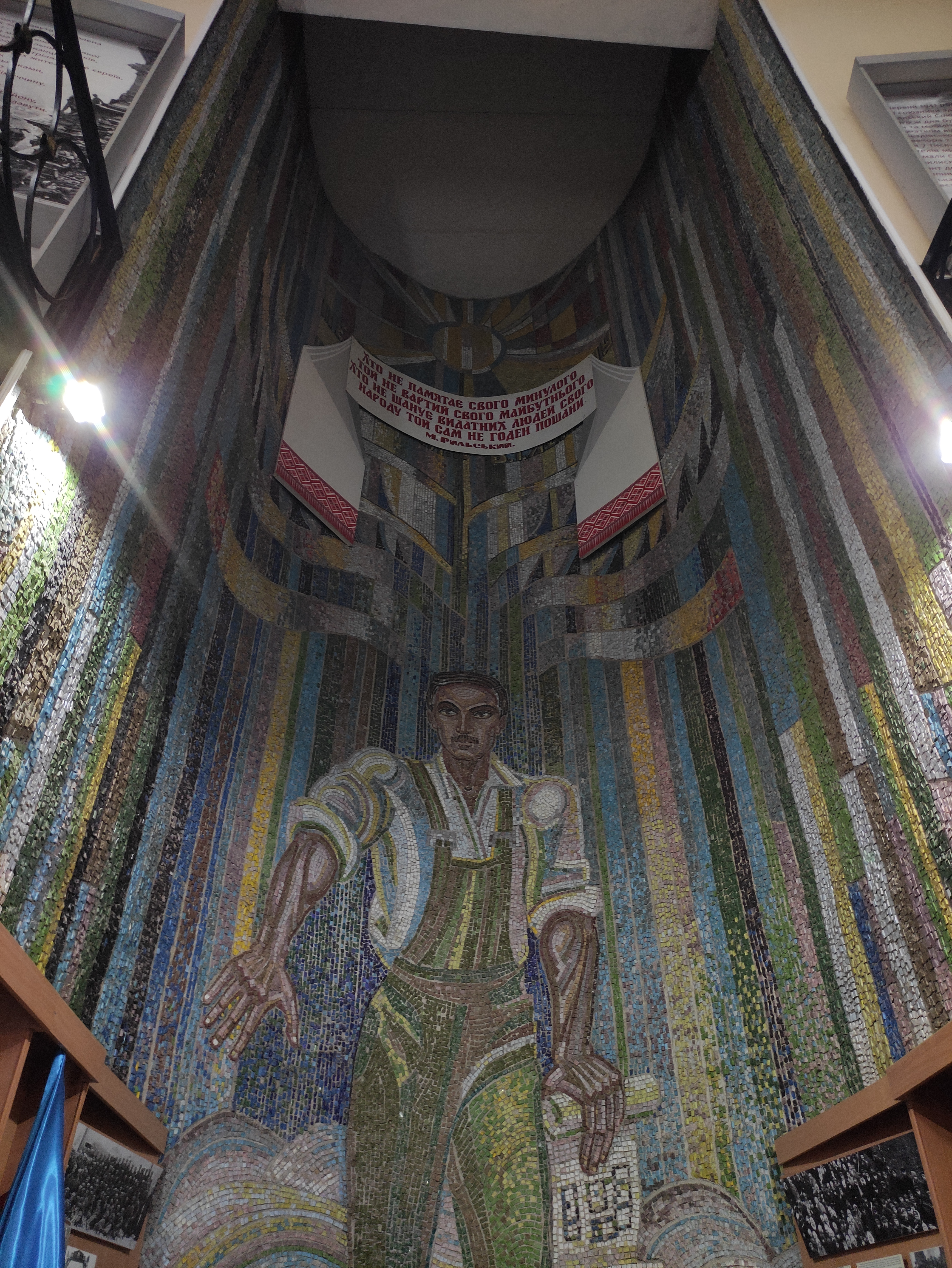
Фреска всередині музею.
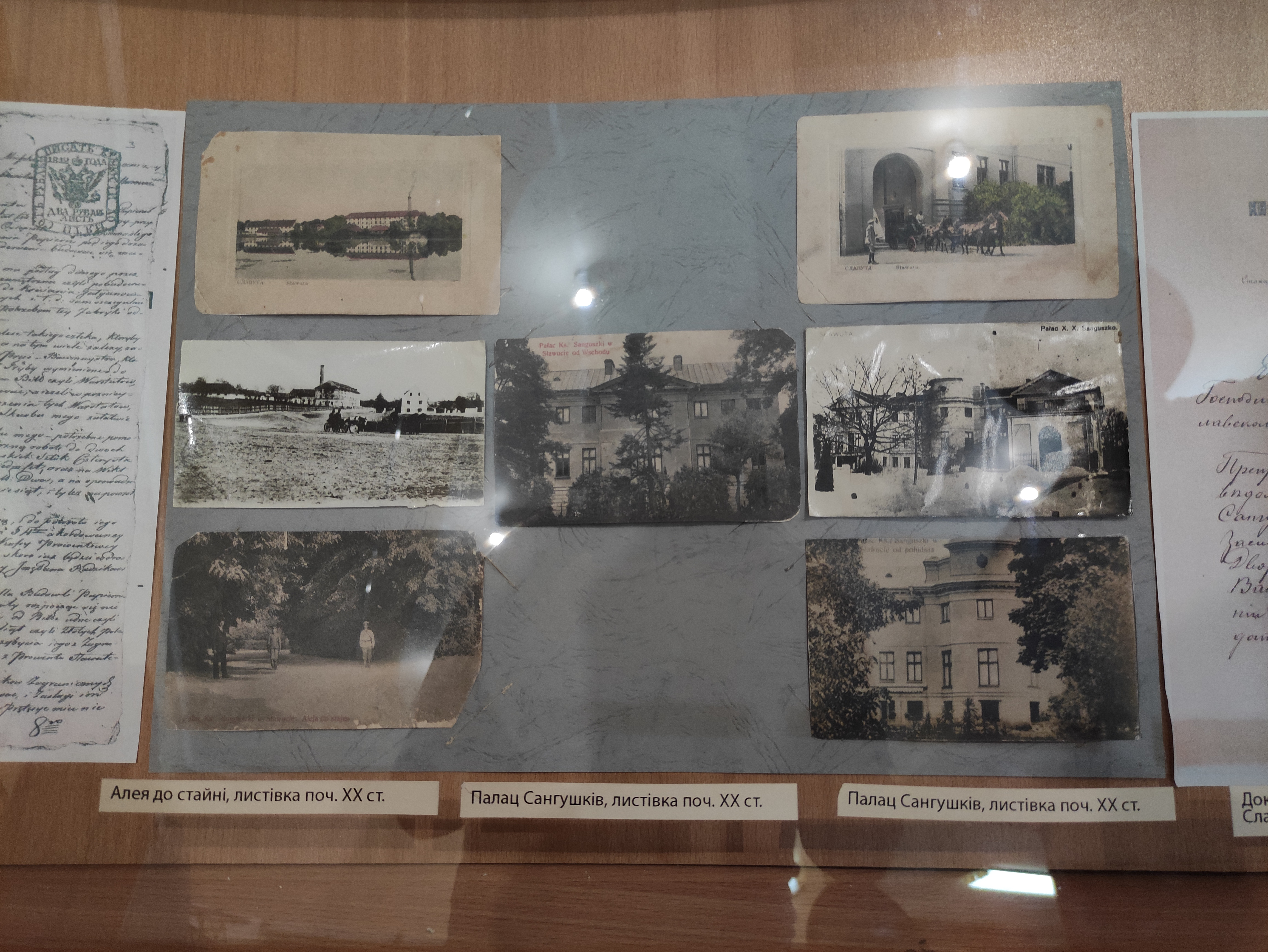
Експонат музею. Старі листівки з видами міста.
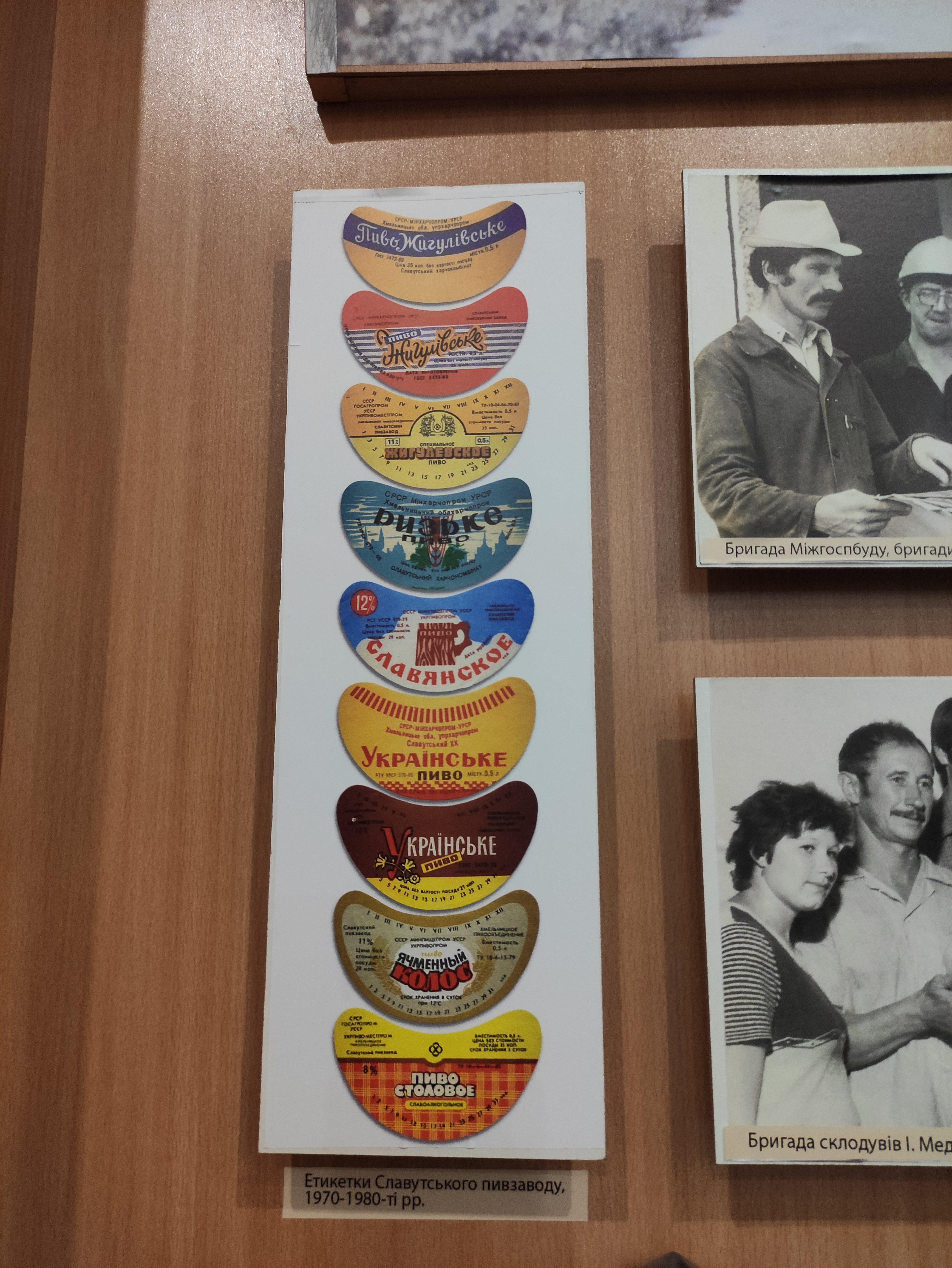
Експонат музею. Етикетки Славутського пивзаводу.

## Виноски
1. ↑  Культура на Офіційний сайт міста Славути
2. ↑  Музеї на www.goldenpages.net.ua[недоступне посилання з липня 2019]

## Джерело-посилання
- Культура на Офіційний сайт міста Славути http://slavuta-museum.jimdo.com